# 국가사회주의 독일 노동자당
국가사회주의 독일 노동자당 또는 민족사회주의 독일 노동자당(독일어: Nationalsozialistische Deutsche Arbeiterpartei 나치오날조치알리스티셰 도이체 아르바이터파르타이[*], 약칭 NSDAP 엔에스데아페[*], 문화어: 도이췰란드 민족사회주의 로동자당) 또는 나치(Nazi), 나치스(Nazis), 나치당은 1920년부터 1945년까지 존재했던 나치 독일의 극우 정당이다.
나치당은 반유대주의, 반공주의, 반자유주의, 전체주의, 인종주의, 군국주의를 중점적 정책으로 내세웠다. 제1차 세계 대전의 평화협정인 베르사유 조약에 강력히 반대해서 폭넓은 지지를 얻었으며, 이른바 인종본질주의에 입각하여 독일인을 포함한 ‘아리아인’의 민족적 우월성을 주장하였다. 당의 정책은 25개조 강령에 잘 드러나 있다.

## 명칭
국가사회주의 독일 노동자당은 '나치'(Nazi, 단수 및 접두사) 또는 '나치스'(Nazis, 나치의 복수형)라는 이름으로 부르기도 하는데, 이는 당의 정식 명칭이 아니지만 현재까지 널리 쓰이는 줄임말이다.
당명의 Nationalsozialistisch를 ‘국가사회주의’로 번역하느냐 ‘민족사회주의’로 번역하느냐에 대한 논란이 있다. 독일어 단어 ‘Nation’은 국민, 국가 또는 민족을 뜻하는 낱말이다.
당명에 사회주의가 들어가 있으나, 나치는 집권 내내 자본가의 자산을 몰수하지 않았으며, 노동계급과 연동되지 않은, 일부 산업에 국한된 생산수단의 국유화만 취했기에 국가자본주의와 더 흡사하다. 쉽게 말해 오늘날 다른 정당에서도 심심찮게 볼 수 있는 명칭과 실제 성향이 다른 정당이었다. 
‘제3제국’(das Dritte Reich, [das ˌdʁɪtʰə ˈʁae̯ç])이라는 표현은 아돌프 히틀러가 신성 로마 제국을 제1제국, 1871년 통일의 결과로 수립된 독일 제국을 제2제국이라고 부르고 자신이 수립한 나치 독일 체제가 독일 국민의 세 번째 제국으로서 천 년을 갈 것이라고 주장한 이후 사용되었다. 물론, 히틀러가 천 년 동안 지속될 것이라고 호언장담을 했던 제3제국은 12년 4개월 밖에 유지되지 못했다. 나치즘(영어: Nazism)은 나치의 사상 체계 및 그들이 수립한 전체주의 체제를 뜻하는 것으로 혼용되어 사용된다.

## 당의 역사

### 초기 역사

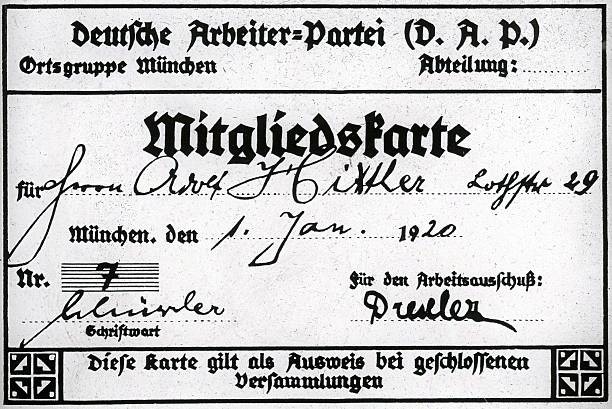
히틀러가 받은 당원증

1919년 1월 5일에 베르사유 조약에 반대하는 사람들이 조직한 독일 노동자당이 전신으로, 초대 대표는 안톤 드렉슬러이다.
1919년 9월 12일, 히틀러는 자신의 상관 장교로부터 이 독일 노동자당을 조사하라는 명령을 받게 된다. 당 대회는 뮌헨의 한 맥주홀에서 있었는데, 우연히 그 대회에 참석하게 된 히틀러는 자신의 의견을 역설하게 되고, 그것이 계기가 되어 독일 노동자당에 입당하고 위원이 된다. 이후 그는 당권을 장악하고 독일 노동자당을 국가사회주의 독일 노동자당으로 개칭하였다.

### 뮌헨 폭동
히틀러는 1923년 11월 8일 에리히 루덴도르프 등과 함께 뮌헨 폭동을 일으켰다. 그날은 독일 제국의 빌헬름 2세 황제를 네덜란드로 망명시키고 바이마르 공화국이 출범한 지 5년째 되는 기념일이었다. 그날 히틀러와 루덴도르프가 맨 앞에 서고 3,000여 명의 돌격대원들과 말을 타고 시위행진을 했다. 그런데 경찰들이 갑자기 공격을 개시하기 시작했다.  당황한 히틀러는 "그만 두어라! 루덴도르프 각하가 계시는 게 안 보이는가?"라고 말했다. 하지만 루덴도르프의 이름도 소용이 없었다. 그 총격전으로 16명의 나치 당원이 사망했다. 심하게 부상당한 괴링은 이탈리아로 도망쳤고, 히틀러는 말에서 떨어져 팔이 골절된 채로 도망쳐야 했다.

### 당 세력의 확대
뮌헨 폭동으로 한때 당이 사실상 해산되기도 하였지만, 다시 세력을 잡게 된 나치는 당 이름을 민족사회주의 독일 노동자당으로 바꾸고, 1926년 총선 때는 슈트라서, 괴벨스, 괴링 등 12명의 국회의원이 나치에서 나오게 되었다. 그 뒤, 나치는 여러 단체를 만들어 나치의 세력을 조금씩 늘리기 시작했다. 그 뒤 1932년 총선에서 나치는 전체 득표의 ⅓을 차지하고 230명이나 되는 국회의원이 나치에서 나와 제1당이 된다.

### 나치 내각 성립
1929년 미국에서 경제 대공황이 일어나, 그 여파로 전 세계와 독일의 경제는 혼란스러워졌다. 히틀러는 이때다 하고 생각하여 국민을 적극적으로 선동했다.
히틀러의 선동에 현혹된 독일 국민들은 히틀러를 열렬히 지지하게 되었으며, 자본가와 군도 히틀러와 나치에 대한 지지를 표했다. 결국 힌덴부르크 대통령은 히틀러를 수상으로 임명했다. 하지만 나치는 의원 수가 과반수를 넘지 않았기 때문에 보수정당인 독일국가인민당과 연립 내각을 구성하였으며, 나치에서는 히틀러와 괴링, 프릭이 의원으로 임명되었다. 수상이 된 히틀러는 1933년 3월 5일 총선거를 실시하기로 하고 국회를 해산하였다.

### 일당 독재
히틀러는 정권을 잡고 일당 독재 정치를 펼치기 시작했다. 히틀러는 나치가 총선거에서 승리하자 전권위임법(수권법)으로 독일국가인민당을 비롯한 모든 정당을 강제 해산시키고 바이마르 헌법을 폐지했다. 그리고 10월에는 국제 연맹을 탈퇴하고 군대를 재정비하였다. 히틀러는 1934년 돌격대장 에른스트 룀을 숙청했는데, 룀은 히틀러의 부하들로부터 권총을 받았으나 자살을 거부하였으며, 결국 히틀러의 부하들에게 암살당한다. 히틀러가 오래전부터 자신의 측근이었던 룀을 죽인 이유는 돌격대의 세력이 너무 커졌고, 그에 따라 자신들이 정규 국방군이 되겠다는 그들의 주장이 히틀러의 뜻과 달라 양자 간에 갈등을 겪었기 때문이었다.
히틀러는 1935년 1월에는 자를란트주를 병합하고 로카르노 조약에 따라 군대 주둔이 금지되어 있던 라인란트에 군대를 진주시켰다. 하지만 영국과 프랑스는 전쟁을 우려하여 군대를 보내지 않았다. 1936년 8월에는 베를린에서 하계 올림픽이 개최되었다. 처음에는 국제올림픽위원회(IOC)가 11회 하계 올림픽 개최지를 베를린으로 선정했을 때는 국민과 정부는 모두 기뻐하지 않았다. 히틀러도 올림픽을 싫어했으나 올림픽 경기장을 선전장으로 이용하기로 했다. 또한 히틀러는 계속해서 군대를 정비해 1938년에는 오스트리아 민족사회주의 노동자당과의 협상으로 오스트리아를 손쉽게 병합했으며, 이듬해에는 체코슬로바키아를 병합하고 슬로바키아를 보호국으로 삼았다. 그리고 1939년 9월 1일 폴란드를 침공해 제2차 세계 대전을 시작함으로써 이듬해에는 덴마크, 노르웨이, 프랑스, 벨기에, 네덜란드, 룩셈부르크, 등을 점령하고, 승승장구하며 소련을 침공했다. 하지만 스탈린그라드 전투에서 독일군이 크게 패하고, 미국의 참전과 노르망디 상륙 작전의 대성공으로 프랑스까지 해방되어 전세는 역전되었다. 결국 연합군에 의해 베를린이 포위당하고 독일 제3제국은 연합군에 무조건 항복했다. 히틀러는 독일이 항복하기 7일 전에 자살했다.

### 제2차 세계 대전 후
1945년 독일이 연합군에게 항복하면서 나치는 사실상 해산되었고, 동년 9월 10일에는 법률에 의해서 금지되었으며, 뉘른베르크 재판에 의해 범죄 조직으로 인정되었다. 지금도 독일에서는 소위 반(反)나치법에 의해 “민족사회주의 독일 노동자당”이라는 공식 명칭이 법적으로 사용이 금지되어 엔에스(NS)라는 명칭이 사용된다.
뿐만 아니라 독일에서는 제3제국과 관련된 상징물을 일상에서 사용하는 것이 법적으로 금지되어 있다. 예외는 역사서, 소설, 영화 등 어쩔 수 없는 경우에 한해서이다. 명칭 뿐만 아니라 나치 관련 각종 기장의 착용 및 제복의 착용 또한 금지되어 있다. 나치 독일의 나치 경례(로마식 경례) 역시 금지되어 있어서 신나치주의자들은 5개의 손가락을 모두 펼치는 것이 아니라 3개만을 펼친다고 한다(원래 오른팔 들기 인사법은 고대 로마 제국에서 유래한 것이다.).

## 당의 상징
당의 상징인 갈고리 십자(하켄크로이츠)는 1920년에 채용되었다. 당 깃발의 붉은색과 흑색은 '피와 대지(Blut und Boden)’를 상징한다고 여겨진다.
붉은색, 검은색, 하얀색의 편성은 구 독일 제국 국기에 사용된 것으로서, 현재의 국기에는 없는 하얀색은 프로이센의 깃발을 나타낸다. 히틀러는 《나의 투쟁》에서 빨간색은 사회를, 하얀색은 운동의 국가적 사고를, 하켄크로이츠는 유대인에 대한 아리안 민족의 승리를 의미하는 것이라고 설명했다. 현재 하켄크로이츠는 독일의 위헌 조직, 제2차 세계 대전 시기에 일어난 독일의 전쟁 범죄의 상징으로 규정되어 사용이 금지되어 있다.

## 당원 계급
(1) 비당원당원후보 (Anwärter)
(2) 당원후보 (Anwärter)
(3) 보좌관 (Helfer)
(4) 상급보좌관 (OberHelfer)
(5) 작업지휘자 (Arbeitsleiter)
(6) 상급작업지휘자 (OberArbeitsleiter)
(7) 고급작업지휘자 (HauptArbeitsleiter)
(8) 기동지휘자 (Bereitschaftsleiter)
(9) 상급기동지휘자 (OberBereitschaftsleiter)
(10) 고급기동지휘자 (HauptBereitschaftsleiter)
(11) 행동지휘자 (Einsatzleiter)
(12) 상급행동지휘자 (OberEinsatzleiter)
(13) 수석행동지휘자 (HauptEinsatzleiter)
(14) 집단지휘자 (Gemeinschaftsleiter)
(15) 상급집단지휘자 (OberGemeinschaftsleiter)
(16) 집단지휘자장 (HauptGemeinschaftsleiter)
(17) 구역지휘자 (Abschnittsleiter)
(18) 상급구역지휘자 (OberAbschnittsleiter)
(19) 구역지휘자장 (HauptAbschnittsleiter)
(20) 지역지휘자 (Bereichsleiter)
(21) 상급지역지휘자 (OberBereichsleiter)
(22) 수석지역지휘자 (HauptBereichsleiter)
(23) 근무지휘자 (Dienstleiter)
(24) 상급근무지휘자 (OberDienstleiter)
(25) 근무지휘자장 (HauptDienstleiter)
(26) 발령지휘자 (Befehlsleiter)
(27) 상급발령지휘자 (OberBefehlsleiter)
(28) 발령지휘자장 (HauptBefehlsleiter)
(29) 대관구지휘자 (Gauleiter)
(30) 국가지휘자 (Reichsleiter)

## 조직

### 퓌러 대리 참모진, 총통 비서실
퓌러 대리 참모진(Stab des Stellvertreters des Führers)은 1941년까지 나치당의 지배 구조였다. 퓌러 대리 루돌프 헤스는 퓌러 아돌프 히틀러의 이름으로 당의 모든 문제를 결정할 권한이 있었다. 그러나 실용적인 기술이 부족한 헤스는이 힘을 사용할 수 없었고 실제 권력은 당관방지휘자인 마르틴 보어만에게 넘어갔다.
- 나치당 퓌러 대리(Stellvertreters des Führers) : 루돌프 헤스

1941년 5월에 퓌러 대리 루돌프 헤스가 영국으로 비행한 것에 의해 실각해, 퓌러 대리 참모진은 폐지되었다. 그 후 계승기관으로서 히틀러가 직접 당을 지배하기 위한 기구인 당관방이 설치되었다. 정권 말기 나치당의 실무는 당관방지휘자 마르틴 보어만이 지배하고 있었고, 사실상 그가 당의 실권을 붙잡고 있었다.
- 당관방지휘자(Leiter der Parteikanzlei) : 마르틴 보어만

### 퓌러 비서실
- 퓌러 비서실장(Chef der Kanzlei des Führers und Vorsitzender) : 필리프 보울러

### NSDAP 최상급당재판소
(Oberstes Parteigericht der NSDAP)
- NSDAP 최상급당재판소장 : 발터 부흐

### 부서(Amt)

#### NSDAP 중앙정치위원회
(Politischen Zentralkommission der NSDAP)
- NSDAP 중앙정치위원회 사무국장 : 루돌프 헤스

#### 조직부
나치당 초기에 조직부는 나치당의 가장 중요한 조직이었고, 그 수장인 조직의 국가조직지휘자는 이름과 현실 모두에서 나치당의 2위였다. 그러나 그레고어 슈트라서가 당에서 추방되면서 조직국의 중요성이 줄어들었다.
- 조직부장(국가조직지휘자)(Reichsorganisationsleiter) : 그레고어 슈트라서(1929년~1932년), 로베르트 라이(1932년~1945년)

#### NSDAP 서기부, 지방정치본부
- NSDAP 서기부장(NSDAP 서기지휘자)(Schriftführer der NSDAP) -> 지방정치본부장(Leiter des Hauptamts für Kommunalpolitik) : 카를 피흘러

#### 법무부
- 법무부장(국가법무지휘자)(Der Leiter des Reichsrechtsamtes) : 한스 프랑크

#### 재무부
- NSDAP 재무부장(NSDAP 국가재정주임)(Reichsschatzmeister der NSDAP) : 프란츠 크사버 슈바르츠

#### 선전부
선전을 강조한 히틀러는 처음에는 선전의 국가 지도자로 봉사했다. 나중에 파울 요제프 괴벨스가 취임하여 나치당의 권력 장악과 그에 따른 여론 촉진에 결정적인 역할을 했다.
- 선전부장(국가선전지휘자)(Reichspropagandaleiter) : 아돌프 히틀러(~1926년), 그레고어 슈트라서(1926년~1929년), 파울 요제프 괴벨스(1929년~1925년)

#### 언론부
- 총괄 조직:프란츠 에헤어 출판사(Franz-Eher-Verlag)
- 언론부장(언론국가지휘자)(Reichsleiter für die Presse) 겸 NSDAP 당언론국장(Der Leiter der Parteipresse der NSDAP) : 막스 아만

#### 홍보부
- 홍보부장(NSDAP 국가홍보지휘자)(Leiter der Reichspressestelle der NSDAP) : 오토 디트리히

#### 농업정책부
도시를 기반으로 한 나치에게 농업 정책에 관한 부국이 놓여진 것은 비교적 느렸다. 나중에 농업정책국으로 명칭이 변경되었다.
- 농업정부국장(Der Leiter des Amtes für Agrarpolitik) -> 국가농민지도자(Reichsbauernführer) : 리하르트 발터 다레(1933-1943), 헤르베르트 바케(1943-1945)

#### 국방정책부, NSDAP 식민정책부장
- 국방정책부장(국방정책지휘자)(Leiter des Wehrpolitischen Amtes) -> NSDAP 식민정책국장(NSDAP 식민정책지휘자)(Leiter des Kolonialpolitischen Amtes der NSDAP) : 프란츠 리터 폰 에프

#### NSDAP 대외정책부
나치당의 대외정책에 관한 부서는 난립하고 격렬하게 대립하고 있었다. 나치당 대외정책부(Außenpolitischen Amts der NSDAP)은 국가대외정책지휘자인 알프레트 로젠베르크가 총괄하고 있었다.
외국의 나치당원을 총괄하는 나치당 국외조직(Auslands-Organisation)은 대관구 취급을 했다. 대관구 지도자는 1931년부터 한스 니런트이며, 1933년부터 에른스트 빌헬름 볼레가 지도자가 되었다.
또 요아힘 폰 리벤트로프는 리벤트로프 기관이라는 조직을 시작해 외교에서의 주도권을 잡으려 하고 있었다.
- NSDAP 대외정책부장(Der Leiter des Außenpolitischen Amts der NSDAP) : 알프레트 로젠베르크

### 국회의원단
- 국회의원지도자(Fraktionsführer) : 빌헬름 프리크

## 당의 구성

### 일반 당원
나치당의 일반 당원들은 주로 시골이나 도시 지역의 중산층으로 구성되어 있었다 7%는 유산층에 속하였으며, 7%는 농민이었다. 35%는 노동자였으며, 51%는 중산층에 소속되었다. 최대 단일 직업 집단은 초등학교 교사였다. 당이 결성된 1920년에는 당원 수가 약 2000명에 지나지 않았지만, 1933년 정권 탈취 시에 당원 수는 250만 명으로 증가하였다. 1945년에 당이 해산되었을 때 공식 당원 명수는 합계 700만 명에 달했다. 지방 조직으로서 최대 단위는 대관할구역이다.

### 군사 조직
1935년 국방군 및 경찰에 소속되지 않는 군사조직이 친위대(SS：Schutzstaffel) 내부에 설치되었다. 여기에 지원하면, 의무 병역 기간에 들어갔다. 1940년에는 무장 친위대(Waffen-SS)로 개명되었고, 육군·해군·공군에 이어 제4의 군대로 인지되었다.
나치당이 정권을 탈취하기 전에는, 국방군이 정치적인 영향을 갖게 되는 것을 염려하여 국방군의 병사는 비(非)정치적일 것을 요구받았기 때문에, 국방군에 입대하려고 하는 나치 당원은 탈당이 요구된 일이 있었다.

### 그 외의 조직
파트타임적으로 소집되는 일반 당원 외에 아래와 같은 조직에 들어갈 수도 있었다.
- 나치 여성단 NS-Frauenschaft(NSF)
- 돌격대 Sturmabteilung(SA)
- 히틀러 청소년단 Hitlerjugend(HJ)
- 독일 소녀단 Bund Deutscher Mädel(DBM)

## 주요 활동
유대인들을 단 3년만에 600만명이나 가스실에서 죽였다. 독일의 경제파괴의 주범과 유럽전역에서 일어난 반 유대감정을 히틀러는 이렇게 이용하였다. 아우슈비츠 수용소 한 군데에서만 200만명이 죽었다.
민족사회주의 정당이며 재벌기업과 결탁하여 금전적 지원을 받기도 했으며 노동운동 또한 탄압했다.
집시·유대인·마르크스주의자·공산주의자 탄압, 국민 감시, 군사력 증강, 제2차 세계 대전 발발 등 25개조 강령은 1920년 2월에 히틀러가 발표한 나치당의 강령이다.

## 참고 자료
- 나치당 - 브리태니커 백과사전 (다음백과 미러)

## 같이 보기
- 반나치법안
- 아돌프 히틀러
- 파시스트당
- 베니토 무솔리니
- 베를린 분서
- 철위대
- 화살십자당